# Folkomröstningen om monarkins återinförande i Albanien 1997
En folkomröstning om införande av monarkin i Albanien ägde rum den 29 juni 1997, vid sidan av ett allmänt val. Förslaget avvisades med 66,7 procent av rösterna. Den förre kronprinsen Leka Zogu hävdade dock att 65,7 procent röstade ja.